# Bill Forrest
William Forrest (28 tháng 2 năm 1908 – tháng 2 năm 1965) là một huấn luyện viên bóng đá của câu lạc bộ Anh Darlington giai đoạn 1946-1950. Từ năm 1929 đến năm 1945 ông thi đấu 307 trận cho Middlesbrough FC.

## Thống kê huấn luyện
| Đội bóng   | Quốc gia | Từ               | Đến              | Thành tích | Thành tích | Thành tích | Thành tích | Thành tích |
| Đội bóng   | Quốc gia | Từ               | Đến              | G          | W          | L          | D          | Win %      |
| ---------- | -------- | ---------------- | ---------------- | ---------- | ---------- | ---------- | ---------- | ---------- |
| Darlington | Anh      | tháng 8 năm 1946 | tháng 4 năm 1950 | 169        | 60         | 71         | 38         | 35.5       |